# Komejl Ghasemi
Komejl Ghasemi, pers. کمیل قاسمی (ur. 27 lutego 1988 w Sari) – irański zapaśnik.
W 2012 roku w Londynie zdobył złoty medal na letnich igrzyskach olimpijskich w wadze 120 kg w stylu wolnym, a w Rio de Janeiro 2016 zdobył srebrny medal w kategorii 125 kg.
Wicemistrz świata z 2014. W 2011 roku w Taszkencie zdobył srebrny medal na mistrzostwach Azji w kategorii do 120 kg w stylu wolnym a w 2014 okazał się najlepszy w turnieju. Pierwszy w Pucharze Świata w 2014, 2015, 2016 i 2017; drugi w 2019 i czwarty w 2012 i 2013; jedenasty w 2011 roku.